# Angelika Kalt
Angelika Kalt, née le 16 juin 1961, est une géologue allemande, directrice du Fonds national suisse de la recherche scientifique (FNS).

## Biographie
Angelika Kalt naît le 16 juin 1961. Elle est d'origine allemande, de Fribourg-en-Brisgau. Sa mère est enseignante.
Elle fait des études de chimie puis de géologie à l'Université de Fribourg-en-Brisgau. Elle est titulaire d'une thèse en géosciences en 1990. De 1991 à 2000, elle est maître assistante à l'Université de Heidelberg.
Elle devient en 2009 professeure associée puis, en 2012, professeure ordinaire de pétrologie et de géodynamique à l'Université de Neuchâtel. En avril 2016, elle devient directrice du Fonds national suisse de la recherche scientifique (FNS), après en avoir été directrice suppléante depuis 2008,, et succédant ainsi Daniel Höchli.
Elle salue la féminisation dans la recherche suisse. 
Elle est mariée à un professeur de l'Université de Neuchâtel et mère de jumelles.